# فرودگاه جان لنون لیورپول
فرودگاه جان لنون لیورپول (به انگلیسی: Liverpool John Lennon Airport) (به زبان بومی: Liverpool Airport) یک فرودگاه مسافربری با کد یاتا LPL است که یک باند فرود آسفالت دارد و طول باند آن ۲۲۸۵ متر است. این فرودگاه در شهر لیورپول کشور انگلستان قرار دارد و در ارتفاع ۲۵ متری از سطح دریا واقع شده‌است.

## شرکت‌های هواپیمایی و مقصدهای پروازی
The following airlines operate regular scheduled and charter flights to and from Liverpool:
| شرکت‌های هواپیمایی             | مقصدهای پروازی |
| ----------------------------- | --- |
| بلو ایر                       | آلیکانته-الچه، بکو، اوریو آل سریو، هنری کواندا، کلوژ-نپوکا، لئوناردو دا وینچی-فیومیچینو فصلی: لارناکا |
| ایزی‌جت                        | آلیکانته-الچه، اسخیپول آمستردام، بارسلونا-ال پرات، بلفاست، برلین شونفلد، فارو، فوئرته‌ونتورا، ژنو، جزیره من، جرزی، جان پل دوم کراکوف-بالیس، لانزاروته، لارناکا، لیسبون پورتلا، مادرید-باراخاس، مالاگا، نیس کوت دازور، پالما د مایورکا، شارل دوگل پاریس، ونیز مارکو پولو (آغاز از ۳۱ اکتبر ۲۰۱۷) فصلی: میلاس-بودروم، بوردو–مریگناک، گرنوبل-ایزره، منورکا، نانت آتلانتیک، ناپل، رود، زالتسبورگ، زاکینثوس                                                                   |
| فلای‌بی                        | شهری جورج بست بلفاست فصلی: نیوکوئی کورنوال |
| فلای‌بی اجرا توسط استوبارت ایر | جزیره من |
| رایان‌ایر                      | آلیکانته-الچه، بارسلونا-ال پرات، کرک، دری، دوبلین، فارو، فوئرته‌ونتورا، ایرلند غربی، جان پل دوم کراکوف-بالیس، لانزاروته، مالاگا، مالت، مراکش-منارا، میلانو مالپنسا (آغاز از ۳۱ اکتبر ۲۰۱۷)، فرنسیسکو جسا کارنئیرو، پوزنان-لاویکا، پراگ رازیون، صوفیه، سولیدارنوشج شچچن-جولینیو، تنریف جنوبی، ویلنیوس، وارساو مادلن، وروتسواف کوپرنیکوس فصلی: باری، برژراک دردونژ پریگورد، جیرونا-کاستا براوا، گرن کناریا، ایبیزا، نیم-الس-کامارگ-سون، پالما د مایورکا، گالیله، رئوس، رود |
| Thomson Airways               | چارتر فصلی: ایبیزا، پالما د مایورکا |
| ویز ایر                       | بوداپست فرنک لیست، کرایووا، گدایسک لخ والسا، کاتوویتس، لوبلین، ریگا، شوپن ورشو |